# Princeps namque

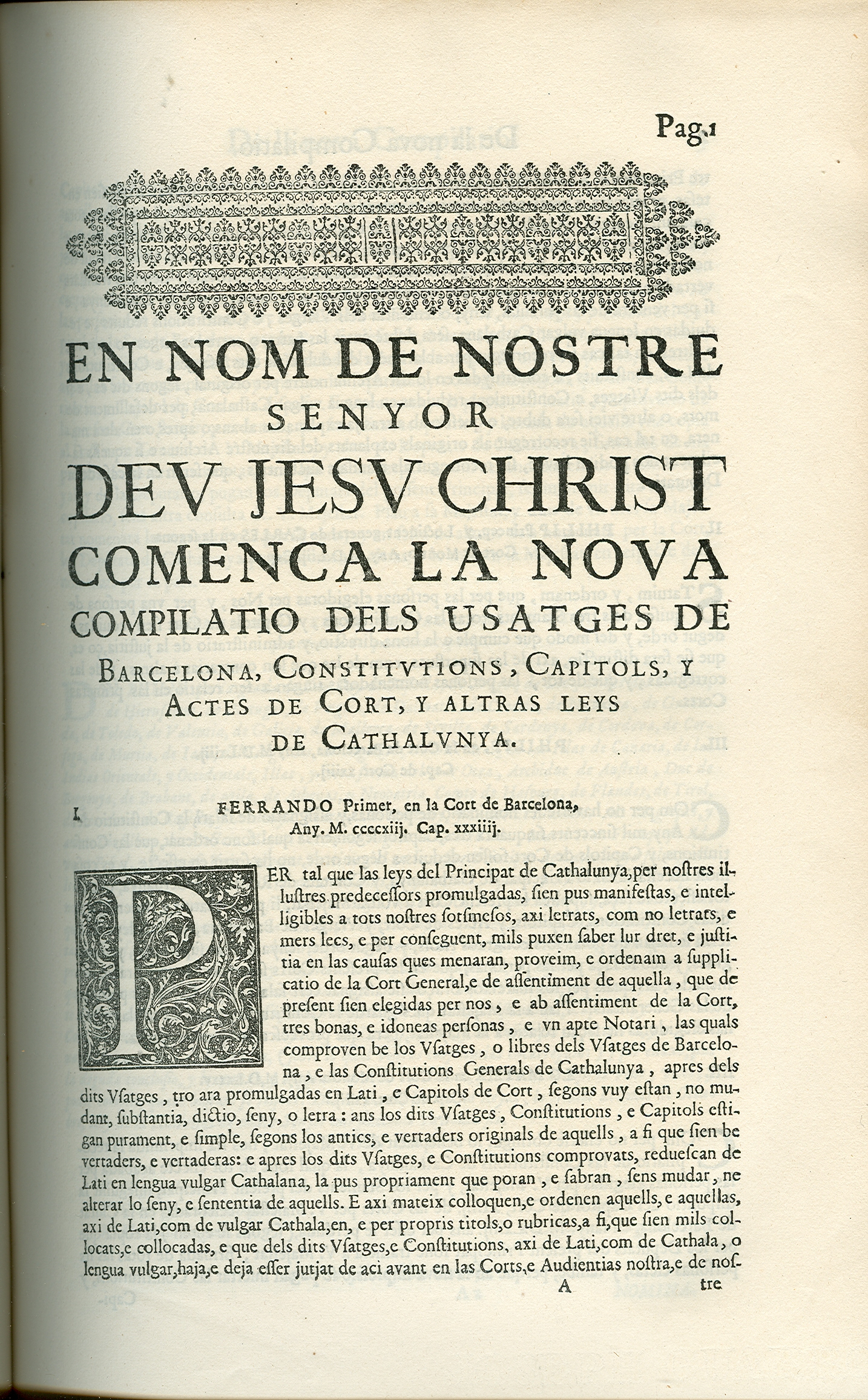
Compilation des usages de 1413.

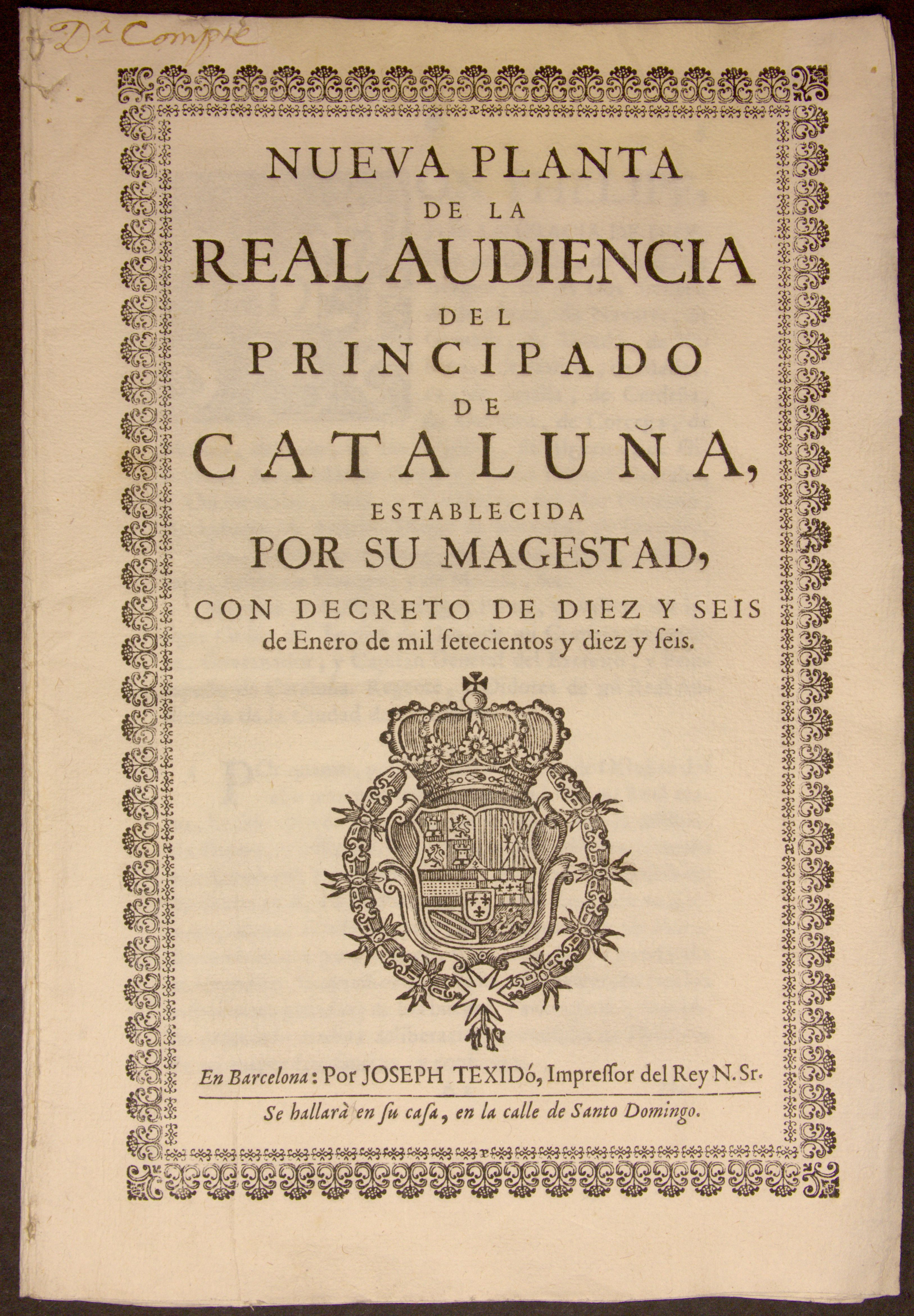
Les Décrets de Nueva Planta ont supprimé l'institution du princeps namque.

Princeps namque est un des usages de Barcelone qui réglait la défense du prince et du Principat de Catalogne, et la convocation aux armes. Inclus dans les premiers usages du XIe siècle, il a été invoqué explicitement jusqu'à la fin du XVIe siècle. Supprimé par les Décrets de Nueva Planta, il a perduré comme philosophie de défense nationale dans l'institution du somatén.
«Princeps namque» sont les deux premières paroles en latin de l'usage 68 (dans certaines compilations c'est le 69): Princeps namque si quolibet casu obsessus fuerit, uel ipse ídem suos inimicos obsessos tenuerit, uel audierit quemlibet regem uel principem («Le Prince si par hasard était attaqué, ou lui attaquait ses ennemis, ou apprenait qu'un Roi ou Prince venait»).
Le prince avait le pouvoir d'appeler aux armes les nobles feudataires et tous les hommes utiles pour la défense en cas de menace contre sa personne ou d'invasion du territoire. L'assistance devait être aussi rapide qu'il était possible, sinon, on était considéré comme coupable de devoir non accompli, car «ningú no pot fallar al príncep en una qüestió tan important» («nul ne peut manquer au prince sur une question aussi importante»). Il ne pouvait être invoqué qu'au cas où le prince était présent. Il n'avait aucune valeur hors du Principat.
En 1368, la convocation a été précisée par l'obligation de fournir un combattant pour 15 feux, transmettant la responsabilité de la mobilisation aux dirigeants des communes. En 1374, il a été accepté de remplacer le service par le paiement d'une quantité d'argent, qui était utilisé au paiement des hommes plus aptes pour la lutte, ce qui en réalité s'est transformé en un fouage ou impôt pour la financement de la guerre. Cependant, la mobilisation générale s'est maintenue, par l'invocation du "princeps namque" au moyen du somatén.
La seconde moitié du XIVe siècle a été la période où l'on a le plus souvent invoqué l'usage. En 1640, le princeps namque a acquis une importance politique. Les Cortes catalanes ont repoussé nettement l'institution de l'Union des Armes du comte-duc d'Olivares, car elle était destinée à des guerres extérieures et elle s'opposait aux usages. 
Durant la Guerre des faucheurs, l'usage a permis de mobiliser la population de la Generalitat de Catalogne, et de recruter un "Bataillon du Principat" contre les troupes de Philippe IV.
L'institution du princeps namque transcendait les liens féodaux et constituait un engagement entre le prince et toute la population. Il est à l'origine de la notion d'autodéfense, de la formation de milices, de la possession d'armes et du droit de les arborer, et du refus de participer à des armées et des guerres extérieures.